# Kievs operahus

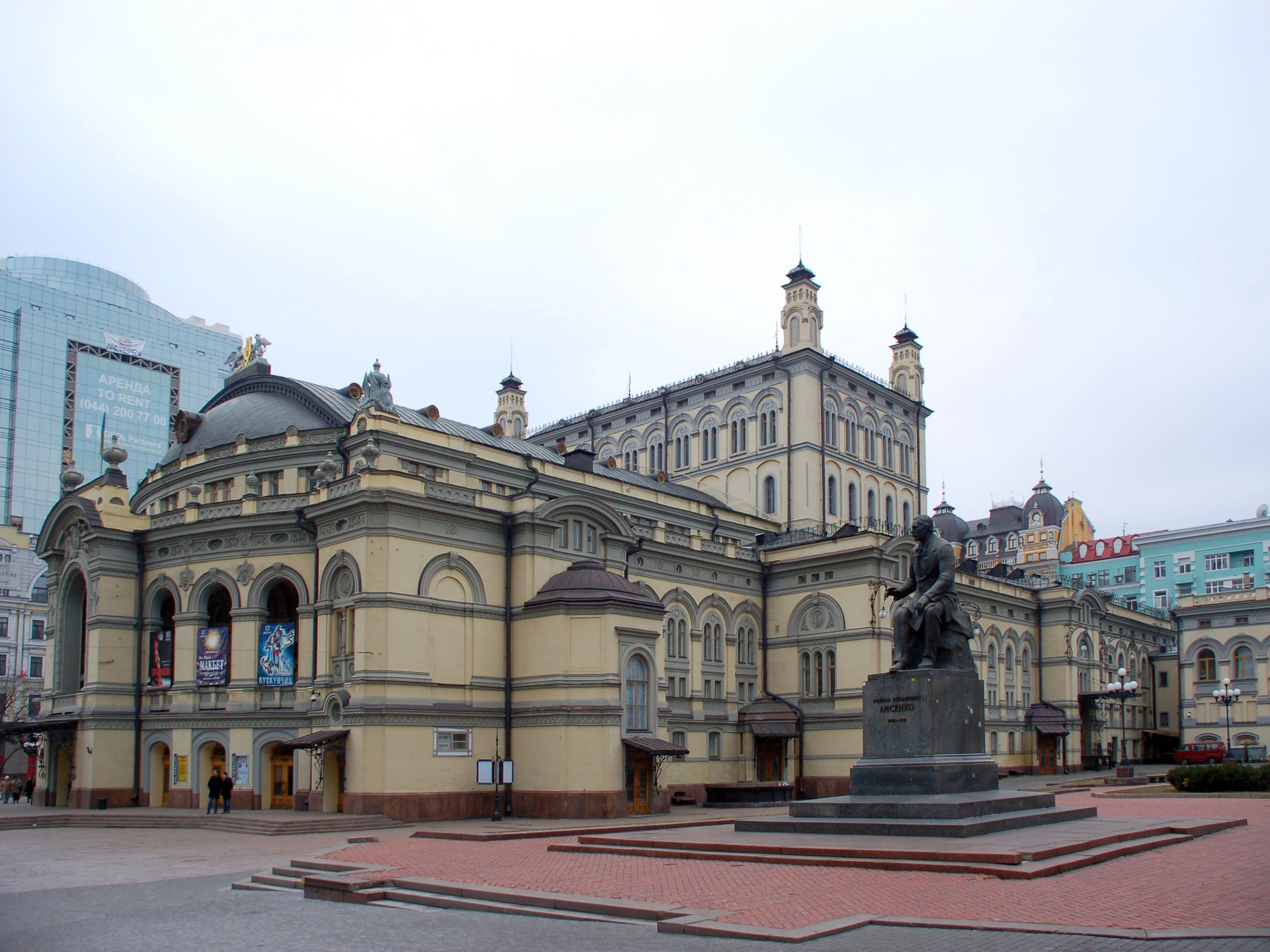
Kievs operahus.

Kievs operahus (ukrainska: Національна опера України ім. Т. Г. Шевченка) är det tredje äldsta operahuset i Ukraina, efter Odessas operahus och Lvivs operahus. Kievs operahus grundades 1867. Det är inrymt i Taras Sjevtjenko Ukrainska Nationaloperahus i Kiev och används till opera och balett.
Dagens operahus byggdes från 1901. På platsen fanns ursprungligen Kievs stadsteater, men denna förstördes i en brand 1896. Den nya byggnaden är ritad av Viktor Schröter.
Under Sovjettiden nationaliserades operan. På 1930-talet fanns det planer på att ge operahuset en mer "proletär" stil, men detta blev endast delvis genomfört. Under andra världskriget flyttade operahuset till Ufa och senare till Irkutsk i landets ryska del.
Operahuset renoverades 1983–1988, då det byggdes nya träningsrum och scenen gjordes större.
Kievs operahus är också känd som plats för mordet på ministerpresident Pjotr Stolypin 1911.